# Малаистика

Батик — традиционная ткань малайцев

Малаи́стика — совокупность научных дисциплин, изучающих язык, историю, экономику, культуру, искусство, религию, философию, этнографию, памятники материальной и духовной культуры стран Малайского архипелага (Бруней, Индонезия, Малайзия, Сингапур). Специалисты, работающие в сфере малаистики, называются малаистами.
Основоположниками малаистики были Л. А. Мерварт и Б. Б. Парникель. Среди их учеников и последователей, которые активно работали или работают в сфере малаистики (по алфавиту): Н. Ф. Алиева, В. И. Брагинский, Т. В. Дорофеева, Н. П. Каштанова, Е. С. Кукушкина, А. К. Оглоблин, В. А. Погадаев, В. В. Сикорский, Ю. Х. Сирк, В. А. Тюрин и др.

## Научные центры малаистики в России
- Институт востоковедения РАН;
- Институт стран Азии и Африки при МГУ;
- Восточный факультет СПбГУ
- Общество «Нусантара».